# Mauricio Argüelles
Mauricio Argüelles (Brownsville, Texas, Estados Unidos, 29 de agosto de 1982) es un actor, escritor y productor estadounidense de cine, teatro y televisión.

## Carrera
Se graduó del Emerson College en Boston, Massachusetts en dónde estudió Comunicación.
Inició en el año 2007 actuando en el cortometraje Si tú no estás, luego de eso hizo algunas películas como Raíces torcidas, Amar a morir, Cantinflas, Una última y nos vamos, Purasangre y próximamente filmará la cinta Ni tú ni yo.
Como escritor ha estado detrás de proyectos como la serie de televisión El Diez, y la propia La última y nos vamos, en la cual también actúa.
Ha fungido como productor en proyectos como Rosario Tijeras de 2005, El Diez, la serie de televisión Universus, La última y nos vamos, No manches Frida, Purasangre y Ni tu ni yo.
Argüelles, fundador de ÉpocaFilms aseguró que el origen de ésta productora, de la que también es parte el director Noé Santillán-López, fue la necesidad de contar historias ya no solo cómo actores, sino como productores y guionistas.

## Filmografía
- Una última y nos vamos (2015)